# David Flair
David Richard Fliehr (Minneapolis (Minnesota), 6 maart 1979), beter bekend als David Flair, is een Amerikaans professioneel worstelaar en is de zoon van de legendarische worstelaar Ric Flair.

## Prestaties
- International Wrestling Association
  - IWA Intercontinental Heavyweight Championship (1 keer)

- NWA Wildside
  - NWA Wildside Tag Team Championship (1 keer met Romeo Bliss)
  - NWA World Tag Team Championship (1 keer met Dan Factor)
  - NWA Tojo Yamamoto Memorial Cup Winnaar in 2002

- World Championship Wrestling
  - WCW United States Heavyweight Championship (1 keer)
  - WCW World Tag Team Championship (1 keer met Crowbar)

- National Wrestling Alliance
  - NWA World Tag Team Championship (1 keer met Dan Factor)

- Andere titels
  - AFE Heavyweight Championship (1 keer)